# Aníbal Darío López
Aníbal Darío López, cantautor uruguayo nacido en el departamento de Treinta y Tres, comenzó su carrera artístico-profesional en el año 1975, en su ciudad natal, Treinta y Tres, en Uruguay, integrando el conjunto "Los Hacheros". Dicho dúo, cuyo otro integrante se llama Rómulo Mesone, se consolidó rápidamente, actuando a nivel nacional, y habiendo registrado un total de cuatro long play para el sello Sondor de Uruguay, incluyendo varias ensaladas. A la fecha, Aníbal López ya ha registrado dieciocho grabaciones en total, entre discos propios como solista y participaciones con otros artistas de música popular uruguaya.
En sus varias giras internacionales, compartió escenarios y grabaciones con artistas y grupos de renombre internacional, tales como Víctor Heredia, Alfredo Zitarrosa, Chico Buarque, Los Olimareños, Horacio Guaraní, León Gieco, y también con Los Chalchaleros, entre otros.
En el año 2006 se estableció mayoritariamente en permanencia en Uruguay, donde impulsó el "Reencuentro de Los Hacheros", a la vez que actuó como solista en distintos escenarios nacionales, actividad que se prolonga hasta la fecha.

## Biografía
En el año 1980 el conjunto "Los Hacheros" se disolvió, y entonces Aníbal López primero se radicó en Montevideo, donde comenzó su carrera como solista bajo el seudónimo de Aníbal López "El Hachero", grabando inicialmente dos larga duración, uno en el año 1982 titulado Bajo este cielo, y otro en el año 1988 titulado Darío López (bajo el sello orfeo), lo que le hizo conocido también en Argentina, Brasil, Chile, y Paraguay.
Ya en sus inicios y desde que grabó su primer larga duración, trascendió fronteras, lo que le permitió actuar en diferentes oportunidades en Argentina, Brasil, Chile, y Estados Unidos, intercalando estas actividades con las que a nivel nacional uruguayo le permitía sus breves estancias en su país de origen.
Ya a partir de la grabación de su segundo larga duración, utilizó como nombre artístico Aníbal Darío López, tal como fue conocido en sus giras internacionales y como es conocido en la actualidad. Como solista, ya lleva grabados catorce long play, incluyendo ensaladas en su nuevo y definitivo estilo. Sus últimos discos fueron para el sello Orfeo del "Palacio de la Música", y para el sello Sondor.
Con la finalidad de presentar su último larga duración, "Morena del Sur", realizó varios recitales, tanto en Montevideo como en otras ciudades de Uruguay.
Está en proceso de elaboración, un proyecto para que el trovador "Aníbal Darío López" lleve su música a distintas colonias uruguayas en el exterior, allí presentando canciones de su último disco, reconocido como disco de platino por el sello Sondor de Uruguay.

## Discografía en Uruguay (como solista)
- Darío López, sello Orfeo (disco y casete)
- Vertientes, sello Sondor (disco y casete)
- Canto popular I, sello Sondor (disco y casete)
- Bajo este cielo, sello Sondor (disco y casete)

## Discografía en Uruguay (Los Hacheros)
- Yerbaluna, sello Sondor (disco y casete)
- A nuestra manera, sello Sondor (disco y casete)
- Antología a Los Hacheros, sello Sondor (disco y casete)
- Deo Corazón de Rúben Lena, sello Sondor (disco y casete)
- Canto Nuestro, sello Sondor (disco y casete)
- Folklore para niños, sello Sondor (disco y casete)
- Entre todos, sello Sondor (disco y casete)
- Canto para niños, sello Sondor (disco y casete)
- Canciones de la patria, sello Sondor (disco y casete)
- Fogón Uruguay, sello Sondor (compact)

## Discografía en Uruguay - Ensaladas
- La Redota, sello Sondor - Uruguay, títulos: Ansina (Aníbal Darío López).[15]
- De sueños nada más..., sello Sondor - Uruguay, títulos: Coronarias y Cada vez que miro Cielo (Los Hacheros), Carta de un niño treintaitrecino (Aníbal Darío López).[16]
- Fogón Oriental, sello Sondor - Uruguay, títulos: A Don José (Los Hacheros).[16]

## Recitales
- Recital Río Olimar 2013 (parte 1)
- Recital Río Olimar 2013 (parte 2)